# Мерилин Квејл
Мерилин Такер Квејл (енгл. Marilyn Tucker Quayle; Индијанаполис, 29. јул 1949) је амерички адвокат и романописац. Жена је 44. потпредседника Сједињених Држава Дена Квејла и била је друга дама Сједињених Америчких Држава у периоду од 20. јануара 1989. — 20. јануара 1993. године.

## Приватан живот и образовање
Мерилин Квејл је рођена у Индијанаполису, Индијана, родитељи су јој били Мери Алис (†1975) и Варен Самуел Такер (†2004) и обоје су били доктори. Мерилин има три сестре и два брата. Она има шкотског порекла, њен деда са очеве стране рођен је у Мајболу у Шкотској. Имала је строго хришћанско васпитање.
Завршила је средњу школу Broad Ripple, а након тога политичке науке на Универзитету Пурду. Док је похађала колеџ, била је чилидерсица и благајник. Након тога похађала је правну школу и добила стипендију за наставак школовања, на Универзитету Индијана, где је упознала свог будућег мужа Дена Квејла. Њих двоје су именовани да заједно раде на нацрту верзије Закона о смртној казни у Индијани. Након само неколико недеље познавања, оженили су се 18. новембра 1972. године. Године 1974. Ден Квејл и Мерилин Квејл положили су правосудни испит, а добили дете, само пар дана пре испита.

## Каријера
Након завршетка школовања, Мерилин и Ден Квејл су се преселили у Хантингтон у Индијани. Мерилин је радила правне послове, док је Ден радио за новине свога оца и спремао се да уђе у политику. Године 1976. изабран је за Конрегсмена Републиканске стране, а 1980. године изабран да уђе у Сенат Сједињених Америчких Држава. Године 1988. Ден Квејл је изабран за потпредседника Сједињених Држава на листи Џорџа Х. В. Буша.
Кроз политичку каријеру њеног мужа, Марилин је увек била најближји и најквалитетнији саветник њеног супруга . Мерилин је водила кампању за свог мужа независно од политичке кампање. Током кампање 1988. године она је често представљана у штампи као паметна, равнодушна и моћна жена иза њеног мужа.. Као друга дама Сједињених Америчких Држава организовала је скупове и пријеме и бринула о својој деци. Мерилин је такође је радила на узроцима откривања ране дијагнозе рака дојке, а том послу посветила се јер је њена мајка преминула баш од ове болести, у 56. години живота.
Са својом сестром Ненси објавила је и роман "Embrace the Serpent", трилер о супрузи потпредседника.
Мерилин је била активна током председничке кампање 1992. године, држала је говоре на Републиканској националној конвенцији и провела више од 40 дана у кампањи. Она је говорила о темама породичних вредности и била је врло популарна код конзервативаца.
Џорџ Х. В. Буш и Ден Квејл нису поново изабрани 1992. године, па се Квејл вратио назад у Хантингтон, где је почео да ради у адвокатској канцеларији, док је Мерилин отишла у Аризону.
2010. године, Мерилин је подржала Карен Хендл током избора за гувернера у Џорџији.
Поред политичког ангажовања и адвокатског посла, Мерилин је и романописац. Написала је неколико романа :
- Embrace The Serpent . 1992.  978-0-517-58822-2.
- The Campaign: A Novel . 1996.  978-0-310-20231-8.
- Moments that Matter . 1999.  978-0-8499-5529-7.

## Породица
Мерилин и Ден Квејл живе у граду Парадајс Вали, у Аризони. Они имају кћерку Кортни, два сина, Такера оснивача инвестиционе компаније Tynwald Capital и Бенџамина који је био члан Представничког дома Сједињених Држава, од 2011−2013 године.